# Araklıspor
Araklıspor ist ein türkischer Fußballverein aus Araklı, einem Randbezirk aus Trabzon.

## Geschichte
In der Saison 2006/07 stieg man von der vierten Liga in die dritte Liga auf. Erwähnenswert ist, dass Araklıspor die ganze Saison über ungeschlagen blieb, damit waren sie in der Türkei die einzige Mannschaft im Profifußball, die unbesiegt blieb, außer ihnen gelang das in ganz Europa noch sechs anderen Vereinen. In der nächsten Saison stieg man jedoch direkt wieder ab. Nach der Saison 2011/12 stieg man noch eine Klasse tiefer in den Amateurbereich ab und seitdem spielt Araklıspor in der Bölgesel Amatör Lig.